# Czechowo (województwo warmińsko-mazurskie)
Czechowo (niem. Böhmischgut) – wieś w Polsce położona w województwie warmińsko-mazurskim, w powiecie elbląskim, w gminie Elbląg. Leży na południowym skraju Wysoczyzny Elbląskiej.
Wieś okręgu sędziego ziemskiego Elbląga w XVII i XVIII wieku. W latach 1975–1998 miejscowość administracyjnie należała do województwa elbląskiego.